# Кино (карикатурист)
Хоакин Салвадор Лавадо Техон (на испански: Joaquín Salvador Lavado Tejón), по-известен с псевдонима си Кино (на испански:ˈkino) е аржентинско-испански карикатурист. Неговият комикс Мафалда (на испански: Mafalda, публикуван между 1964 и 1973 г.) е популярен в много части на Америка и Европа и е високо оценен заради използването на социална сатира като коментар на проблеми от реалния живот.

## Биография

### Произход и младежки години
Хоакин Салвадор Лавадо Техон е роден в Мендоса, Аржентина, на 17 юли 1932 г. в семейството на андалусийски емигранти от Фуенхирола, Малага. Поради ограничения социален кръг на своето семейство говори с андалуски акцент до шестгодишна възраст. Запазва привързаността си към испанската култура на родителите си и фламенкото и в по-късните си години. Получава испанско гражданство през 1990 г., ставайки гражданин едновременно на Испания и Аржентина.
Наричан е Кино още от детството си, за да не бъде бъркан с чичо му – илюстратора Хоакин, който има заслуга за пробуждане на призванието му да рисува още в ранна възраст. През 1945 г., след смъртта на майка си, той се записва и започва обучението си в школата по изящни изкуства в Мендоса.  През 1948 г., когато е на 16 години, баща му умира и година по-късно Кино изоставя обучението си с намерението да стане карикатурист. Скоро след това продава първата си илюстрация – реклама на магазин за платове.
Първата му хумористична страница е отпечатана в седмичното списание „Есте ес“ (Esto Es), което води до публикуване на други негови творби в много други списания: „Леоплан“ (Leoplán), „ТеуВе Гиа“ (TV Guía), „Веа и леа“ (Vea y Lea), „Дамас и дамитас“ (Damas y Damitas), „Усте“ (Usted), „Панорама“ (Panorama), „Адан“ (Adán), „Атлантида“ (Atlántida), „Че“ (Che), всекидневникът „Демокрасия“ (Democracia) и др. През 1954 г. карикатурите му се появяват редовно на страниците на „Рико типо“ (Rico Tipo), „Тиа Висента“ (Tía Vicenta) и „Доктор Меренге“ (Dr. Merengue).

### Мафалда
Първата книга, в която са събрани негови творби – „Мундо Кино“ (Mundo Quino), е публикувана през 1963 г. По това време Кино работи върху страници за рекламна кампания за „Мансфилд“ (Mansfield) – компания за електрически домакински уреди, за която именно създава героя на Мафалда и чието име има сходен звуков състав с този на марката „Мансфилд“. Рекламната кампания така и не се реализира, което води до публикуването на първия разказ на Мафалда в „Леоплан“. Впоследствие се появява редовно в седмичното списание „Пример Плана“ (Primera Plana), чийто директор е приятел на Кино. Между 1965 и 1967 г. излиза на страниците на вестник „Ел мундо“ (El Mundo). Скоро след излизането на първата сборна книга за Мафалда изданието е разпространено в Италия, Испания (където поради цензурата от епохата на Франко е поставена в категория „само за възрастни“), Португалия и много други страни. Преведена е на 12 езика.
Мафалда е обрисувана като непочтително и несъобразяващо се с възприетите норми шестгодишно дете, което мрази фашизма, милитаризма и супата и обича Бийтълс. Чрез нея Кино се опитва да покаже света на възрастните, видян през очите на умно дете. Приятелите ѝ персонифицират различни личности като несигурния, но ученолюбив Фелипе, клюкарката Сузанита, решителния, но глуповат Манолито, наивния Мигелито, остроумния бунтар Либертад и Гий – по-малкия брат на Мафалда. Героинята и сериалът са сравнявани с комиксите на Чарлс М. Шулц „Фъстъци“.
Кино изоставя историята на Мафалда на 25 юни 1973 г., като заявява, че не му се е искало да започне да се повтаря. След години обаче казва, че решението му е било повлияно и от променящия се политически пейзаж в Латинска Америка: „Ако бях продължил да я рисувам, щяха да ме застрелят.“ След държавния преврат от 1976 г. в Аржентина Кино се премества в Милано, Италия, където продължава да създава хумористични страници. Въпреки че никога не се връща към Мафалда и нейните приятели в оригиналния комиксов формат, той използва персонажа по различни специални поводи: за да илюстрира Декларацията за правата на детето за УНИЦЕФ (през 1977 г.), за разяснителна кампания на Основния закон за правото на образование (Organic Law on the Right to Education, LODE) по поръчка на испанското правителство (през 1986 г.) и за кампания за повишаване на осведомеността за COVID-19 (през 2020 г.) През 1956 г. аржентинският продуцент Даниел Мало адаптира 260 серии комиксови рисунки на Мафалда в телевизионна продукция.
През 2008 г. по инициатива на Мусео дел дибухо и ла илюстрасион (Музея на рисунката и илюстрацията) на метростанция Перу на Пласа де Майо в Буенос Айрес е изрисуван стенопис на Мафалда. През 2009 г. Кино участва с оригинална творба на Мафалда, създадена за "Ел Мундо", в Двестагодишнината: 200 години графичен хумор, която Мусео дел дибухо и ла илюстрасион (Музея на рисунката и илюстрацията) представя в музея „Едуардо Сивори“ в Буенос Айрес.

### Късно творчество
Докато Мафалда продължава да се използва за кампании за правата на човека в различни краища на света, Кино се посвещава на писането на други комикси в редакторски стил, публикувани в Аржентина и в чужбина. От 1982 г. аржентинският вестник „Кларин“ (Clarín) публикува неговите карикатури всяка седмица. 
Между 1986 и 1988 г. работи в сътрудничество с кубинския режисьор на анимационни филми Хуан Падрон, в резултат на което и с подкрепата на Институто Кубано дел арте е индустриас синематографикос (Кубински институт за филмово изкуство и индустрии) са създадени шестте анимационни филма „Киноскопио“ (Quinoscopio), всеки от които е с времетраене не повече от шест минути. Падрон и Кино работят заедно отново през 1994 г., създавайки 104 късометражни анимационни филма за Мафалда. Кино се пенсионира през 2006 г. на 74-годишна възраст.
Докато основна тема на Мафалда са децата и техните чисти, реалистични възгледи за света, по-късните му комикси представят обикновени хора с обикновени чувства. Хуморът на Кино е определян като циничен по един характерен начин, като често обект на този хумор са елементи от реалния живот като брака, технологиите, властта и храната. Именно специфичният му хумор се разглежда като една от причините за неговия успех както в, така и отвъд Латинска Америка. Неговите карикатури от 60-те и 70-те години на миналия век, посветени на aporteñado (със значението на човек, възприел начина на говорене или поведение, типичен за жителите на Буенос Айрес), са редактирани и преведени на 26 различни езика. Те са събрани в множество томове от аржентинския издател „Едисионес де ла флор“ (Ediciones de la Flor) и са лесно достъпни за широката публика. 

### Смърт
Кино умира на 88-годишна възраст на 30 септември 2020 г. от инсулт.

## Възгледи и личен живот
Кино се самоопределя като агностик.
Жени се за Алисия Коломбо през 1960 г. В продължение на седем години – между 1976 и 1983 г. двамата живеят в изгнание в Милано, а след края на военната диктатура се връщат в Аржентина. Впоследствие разделя времето си между Буенос Айрес, Мадрид и Милано. Двойката няма деца. През 2017 г. дегенеративната глаукома довежда до почти пълното му ослепяване.

## Колекции
Част от творчеството на Кино се намира в Библиотеката със специални колекции на университета Вандербилт и по-специално в колекцията Едуардо Розенцвайг Пейпърс.

## Награди и отличия
| „             | Идеите, с които работи, са едни от най-трудните и аз съм изумен от тяхното разнообразие и дълбочина. Освен това той знае как да рисува, и то по забавен начин. Мисля, че той е гигант. | “ |
| Чарлс М. Шулц | |   |

Кино печели множество международни награди и отличия през цялата си кариера. През 1982 г. е избран за карикатурист на годината от колеги карикатуристи по целия свят и два пъти печели наградата „Конекс“ за визуални изкуства. През 1988 г. е обявен за виден гражданин на Мендоса. През 2000 г. получава втората иберо-американска награда „Кеведос“ за графичен хумор. През март 2014 г. е награден с Ордена на френския почетен легион, а два месеца по-късно е удостоен от националния конгрес на Аржентина с наградата за култура на името на сенатор Доминго Фаустино Сармиенто.
През 2014 г., половин век след създаването на героя на Мафалда, е удостоен с Наградата на принцесата на Астурия като цялостно признание за работата му. Наградата е връчена на Кино от испанския крал Фелипе VI на церемония в Овиедо, Испания, която се провежда на 24 октомври 2014 г.
Площадът в квартал Колехиалес в Буенос Айрес носи името на Мафалда, а на името на самия Кино е наречен астероидът 27178 Кино, открит през януари 1999 г.
На 17 юли 2022 г. Google отдава почит на Кино чрез художествена модификация на логото на търсачката – т.нар. „драскулка“, посветна на 90-годишнината от рождението му.